# Veddo-ausztralid nagyrassz
A veddo-ausztralid nagyrassz Melanézia, Új-Guinea és Ausztrália őslakosságára jellemző.

## Testi jellegek
Sötét bőr, sötét haj - mely nem feltétlenül göndör, de lehet szőke is - jellemző. A csapott homlok is jellegzetes.

## Alrasszai

### Ausztralid
Ausztrália bennszülöttei kivétel nélkül ehhez az alrasszhoz tartoznak. Sötét bőrszínűek, gerincoszlopuk erősen hajlott. Az újszülött korban világos színűek, hátuk szőrös, ez 12-14 éves korukra eltűnik. Testalkatuk robusztus. Koponyájuk hosszú és alacsony. Fogaik nagyok, nem ritka a négy őrlőfog sem. Nagy krumpliorruk van, és testszőrzetük igen fejlett.

### Tasmán
Tasmánia szigetének őslakosai voltak, de már a 19. században teljesen kiirtották őket a telepesek. Testmagasságuk alacsony volt. A koponyahossz hosszú vagy közepes volt. Húsos, pisze orruk volt, szájuk nagy volt és duzzadt.

### Negritó
Délkelet-Ázsia - Fülöp-szigetek, Maláj-félsziget, Andamán-szigetek - őslakosai. Nem egységes típus (változatai: aéta, szemang, andamán). Igen alacsonyak (a férfiak átlag magassága 146 cm).

### Paleo-melanéz
Jellemző a nagy fej, közepes termet, széles arc, pisze orr, duzzadt ajak. Testszőrzetük erős. Melanézia őslakossága tartozik ehhez a típushoz.

### Új-melanéz
Főként Új-Guinea őslakosságánál, a pápuáknál található meg. Erőteljes, szikár alkat. Sötét, de enyhe rózsaszínes árnyalatú bőre van. Göndör haj, és kiálló konvex orr is jellemzi. A hegyvidéki változata alacsony, a partvidéki viszont középmagas.

### Átmeneti rasszok

#### Polinezid
Mongoloid és a veddo-ausztralid átmenete. Polinézia szigetvilágában és Új-Zélandon (maorik) található meg. Magas termetű, olajbarna bőr, erősen kiálló középszéles orr, nagy vastag ajkak jellemzőek rá. Gyermekkorban a mongolredő is előfordulhat. Nagy sötétbarna szemük van. Bőrük sárgás- vagy füstös-barna. Hajuk hullámos, néha gyapjas, fekete.

#### Melanéz
A negrid, mongoloid és a polinéz rasszok keveredéséből származik. Mikronéziában található meg. Gracilisebb felépítésű, mint a többi veddo-ausztralid. Az arc hosszúkás, a fej hosszú vagy közepes. Sárgásbarna bőrszín, hullámos sötét haj.

#### Indo-melanid
Középmagas termetű. Hosszú koponya, széles, szögletes arc. A homlok magas. Egyenes, magas orr, alsó vége húsos. Egyenes száj, duzzadt ajkak. A szem europid jellegű. A bőrszín barnásfekete, sötét. A haj és a szem fekete, de nem göndör, hanem hullámos vagy sima. Kelet-Indiában és a Dekkán-fennsíkon találhatóak meg.